# قرآنيون
القرآنية هي حركة فكرية داخل الإسلام تؤمن بأن القرآن هو المصدر الوحيد للإيمان والتشريع، دون الاعتماد على الحديث النبوي كمصدر مستقل للأحكام الشرعية. يُطلَق على أتباعها القرآنيون أو أهل القرآن., يعتقدُ القرآنيون أن رسالة الله في القرآن واضحة وكاملة كما هي. وبذلك يمكن فهمها تمامًا دون الرجوع إلى مصادر أخرى كالحديث. القرآنية لا تعترف بالسنة النبوية ولا الأحاديث مصدراً للتشريع. كما لا يعتمد القرآنيون في العادة على علماء أهل السنة أو الشيعة لأنهم يستعينون في استدلالاتهم بالقرآن فقط. يرى القرآنيون أن السنة القولية، وهي الأقوال المنسوبة إلى النبي محمد صلى الله عليه وسلم، ليست وحياً إلهياً، بل اجتهاد بشري منه، ولذلك لا يعتبرونها مصدراً ملزماً للتشريع.   
القرآنيون يشجعون على محاولة فهم القرآن بشكل مباشر ودقيق، فهم يرون أن القرآن يحتوي على كل ما يحتاجه المسلم من هداية وتشريع. يؤمنون بأن الآيات القرآنية واضحة في معانيها، وإذا تم تدبرها بشكل صحيح، يمكن للمسلم أن يستنتج الأحكام والتوجيهات التي يحتاجها في حياته اليومية. يرون أن تفسير القرآن يجب أن يكون بعيداً عن التأويلات التي أدخلتها الأحاديث أو الاجتهادات البشرية، بل يجب أن يعتمد على النص القرآني نفسه وفهمه السليم. فهم يؤمنون أن القرآن يفسر بعضه البعض، وأن بعض الآيات توضح وتُكمل بعضها الآخر، مما يساعد على تفسير النصوص القرآنيّة بشكل أكثر دقة.

## التسمية
مسمى قرآنيون أطلقه عليهم في الأصل المناهضون لهم، لكن قسماً من القرآنيين يرون أنه لا ضير في نسبتهم للقرآن بل إنه تشريف لهم، إذ يطلقون على أنفسهم «أهل القرآن». في حين أن القسم الآخر يتمسك بمسمى (مسلمين حنفاء) في إشارة لرفضهم للمذاهب والفرق.

## النشأة
يعتبر بعض الباحثين أن فكرة إنكار السنة كمصدراً للتشريع ظهرت لأول مرة على يد الخوارج الذين رفضوا إقامة حد رجم الزاني ومسح الخفين وغيرها من التشريعات المنقولة عبر الرواية عن الرسول والتي غير موجودة في القرآن.
أما أتباع هذا المنهج فيعتقدون أنهم على النهج الصحيح والأصيل الذي كان عليه خاتم النبيين فهو متبع لما أنزله الله عليه ودليلهم في هذا الآية ﴿فَاحْكُم بَيْنَهُم بِمَا أَنزَلَ اللَّهُ ۖ وَلَا تَتَّبِعْ أَهْوَاءَهُمْ عَمَّا جَاءَكَ مِنَ الْحَقِّ ۚ﴾ المائدة (48), ويستدلون بآيات كثيرة أخرى ومنها ﴿كِتَابٌ أُنْزِلَ إِلَيْكَ فَلَا يَكُنْ فِي صَدْرِكَ حَرَجٌ مِنْهُ لِتُنْذِرَ بِهِ وَذِكْرَى لِلْمُؤْمِنِينَ ۝٢﴾ [الأعراف:2].
جادل «أهل الكلام» أن المثال النبوي لمحمد «موجود في اتباع القرآن وحده»، بدلاً من الحديث.
بعض نشاط الفقه القرآني يتحججون بروايات جاءت في كتب أهل السنة والجماعة عن كبار الصحابة على رأسهم عمر بن الخطاب رفضوا الحديث ومنعوا تداوله بين المسلمين.
في عهد العباسيين، أسس الشاعر والمتكلم والفقيه إبراهيم النظام مدرسة فكرية رفضت سلطة الأحاديث واعتمدت على القرآن وحده. كان تلميذه الشهير، الجاحظ، ينتقد أيضًا أولئك الذين اتبعوا الحديث، في إشارة إلى خصومه الحديثين باسم «النابتة».
في مصر في أوائل القرن العشرين، قال الباحث محمد توفيق صدقي من مصر إنه لم يتم تسجيل أي شيء من الحديث إلا بعد انقضاء وقت كاف للسماح بتسلل العديد من التقاليد السخيفة أو الفاسدة."كتب محمد توفيق صدقي مقالاً بعنوان "الإسلام هو القرآن وحده" الذي ظهر في مجلة المنار المصرية، والذي يقول إن القرآن يكفي كتوجيه: "ما هو واجب على الإنسان لا يتجاوز كتاب الله. إذا كان أي شيء آخر غير القرآن كان ضرورياً للدين،" يلاحظ صدقي، "كان النبي قد أمر بتسجيلها كتابة، وكان الله يضمن الحفاظ عليها." 
أما في العصر الحديث فظهرت فكرة إنكار السنة في الهند في فترة الاحتلال الإنجليزي على يد أحمد خان الذي فسر القرآن بالرأي المحض، ووضع شروطا تعجيزية لقبول الحديث مما جعله ينكر أغلب الأحاديث. ثم تلاه عبد الله جكرالوي في باكستان الذي كان يشتغل بدراسة الحديث، من ثم اصطدم بالعديد من الشبهات حوله، فتوصل في النهاية لإنكار كافة الاحاديث وأن القرآن هو ما أنزله الله على الرسول محمد، وأسس جماعة تسمى أهل الذكر والقرآن التي دعا من خلالها إلى أن القرآن هو المصدر الوحيد لأحكام الشريعة وألف في ذلك كتباً كثيرة. وتبنى نفس الفكر أحمد الدين الأمرتسري مؤسس جماعة أمة مسلمة التي كان يدعو فيها لأفكاره. وأخيرا غلام أحمد برويز حيث كان تفسير إحدى الآيات القرآنية سببا في تحوله لفكر القرآنيين فيقول:
، ثم بدأ يدعو لأفكاره من خلال مجلة طلوع الإسلام التي أسسها لهذا الغرض. ولا تزال أفكار هذة الحركات متواجدة في شبه القارة الهندية إلى الآن.
يَعتبِر د. أحمد صبحي منصور أن جذور القرآنيين بدأت منذ حركة الشيخ محمد عبده الإصلاحية عام 1905 فيقول أن «محمد عبده رفض الحديث والتصوف وانتقد البخاري وأنكر الشفاعة، ولكن تلميذه محمد رشيد رضا خالف مبادئه وتعاون مع السلفية وهو أستاذ لحسن البنا مؤسس جماعة الإخوان المسلمين»، واستطرد قائلا أن آثارا من مدرسة محمد عبده «ظلت باقية وآخر من كان فيها الشيخ محمود شلتوت شيخ الأزهر الأسبق الذي توفي في ستينات القرن الماضي وكنت لا أزال طالبا في التعليم الأزهري، وقبله الشيخ مرتضى المراغي شيخ الأزهر في الأربعينات، وكان الشيخ محمود شلتوت حين ذاك مديرا لمكتبه».
وقد كانت بداية منصور من خلال عمله بالتدريس في الأزهر عام 1977 ولكن انتهى الأمر بفصله عن العمل عام 1987 وإدخاله السجن شهرين في نهاية نفس العام بتهمة إنكار السنة. عمل بعدها بشكل مستقل يدعو لأفكاره من خلال كتبه ومقالاته وأبحاثه وندواته في مركز ابن خلدون وغيره. يقول د. منصور: «أصبحنا مجموعة كبيرة من أساتذة جامعات ومحامين وغير ذلك، وازداد التعاطف معنا، وكنت قبلها أخطب في مساجد القاهرة وغيرها». في عام 2002 أضطر للهجرة لأمريكا لاجئا سياسيا بعد إغلاق مركز ابن خلدون والقبض على عدد من القرآنيين بتهمة ازدراء الأديان. بعدما استقرت أحواله في أمريكا ظهر على ساحة الإنترنت العربي داعيا لمنهجه الجديد، فأسس المركز العالمي للقرآن الكريم "IQC" في ولاية فيرجينيا وموقعه على الإنترنت "أهل القرآن" ومن خلاله بدأ ينشر مقالاته وكتبه وأبحاثه للتعريف بمنهجه والدعوة إليه.

## الاختلافات في تفسير الايات
﴿وَلَقَدْ آتَيْنَاكَ سَبْعًا مِنَ الْمَثَانِي وَالْقُرْآنَ الْعَظِيمَ ۝٨٧﴾ [الحجر:87] بعض يفسر سبع المثاني التي اوتي بها النبي محمد سبعة زوجات وبعض الاخر يفسره بانها هي ايات معينة تتكلم عن صفات الله وبعض قال هي الحروف المتقطعة وبعض فسره بانها سورة الفاتحة كما يومن اهل السنة والجماعة
﴿كَذَلِكَ وَزَوَّجْنَاهُمْ بِحُورٍ عِينٍ ۝٥٤﴾ [الدخان:54] و ﴿مُتَّكِئِينَ عَلَى سُرُرٍ مَصْفُوفَةٍ وَزَوَّجْنَاهُمْ بِحُورٍ عِينٍ ۝٢٠﴾ [الطور:20] الاختلاف في تفسير حور العين, بعض يفسر الحور العين بمعنه تحوير لون العينين الى اي لون وكذلك ذات شي مع لون جلد وشعر ومجموعة اخرى تفسره بان هي الإزدواجية، جعلهم زوجًا زوجًا، إثنين إثنين، إزدواجية الذكر بالأنثى، وازدواجية الأنثى بالذكر.
﴿وَإِذْ قُلْنَا لِلْمَلَائِكَةِ اسْجُدُوا لِآدَمَ فَسَجَدُوا إِلَّا إِبْلِيسَ أَبَى وَاسْتَكْبَرَ وَكَانَ مِنَ الْكَافِرِينَ ۝٣٤﴾ [البقرة:34] ﴿وَلَقَدْ خَلَقْنَاكُمْ ثُمَّ صَوَّرْنَاكُمْ ثُمَّ قُلْنَا لِلْمَلَائِكَةِ اسْجُدُوا لِآدَمَ فَسَجَدُوا إِلَّا إِبْلِيسَ لَمْ يَكُنْ مِنَ السَّاجِدِينَ ۝١١﴾ [الأعراف:11] ﴿وَإِذْ قُلْنَا لِلْمَلَائِكَةِ اسْجُدُوا لِآدَمَ فَسَجَدُوا إِلَّا إِبْلِيسَ قَالَ أَأَسْجُدُ لِمَنْ خَلَقْتَ طِينًا ۝٦١﴾ [الإسراء:61] ﴿وَإِذْ قُلْنَا لِلْمَلَائِكَةِ اسْجُدُوا لِآدَمَ فَسَجَدُوا إِلَّا إِبْلِيسَ كَانَ مِنَ الْجِنِّ فَفَسَقَ عَنْ أَمْرِ رَبِّهِ أَفَتَتَّخِذُونَهُ وَذُرِّيَّتَهُ أَوْلِيَاءَ مِنْ دُونِي وَهُمْ لَكُمْ عَدُوٌّ بِئْسَ لِلظَّالِمِينَ بَدَلًا ۝٥٠﴾ [الكهف:50] ﴿وَإِذْ قُلْنَا لِلْمَلَائِكَةِ اسْجُدُوا لِآدَمَ فَسَجَدُوا إِلَّا إِبْلِيسَ أَبَى ۝١١٦﴾ [طه:116] البعض يفسر بأن الملائكة لم تسجد لآدم سجود تحية وإنما الآيات مجازية وبعض يثبت سجود الملائكة لآدم بسجود تحية

## المسائل الخلافية

### الشهادتان
توجد فئة تعتبر قول جملة "أشهد ان محمدًا رسول الله " كفر مخرج من الإسلام ولكنهم غير مجمعين على ذلك.

### الصلاة والعبادات المتعلقة بها
بحسب احد القرانيون الذين يقدمه فتواي فان موضوع الصلاة يعتبر موضوع محرج ومسالة حساسة لهم لعدة اسباب وابرزها اختلافهم في ما بينهم في موضوع الصلاة حيث يقول: «ما لكم اهل القرآن تتحرجون من التطرق لموضوع الصلاة و كأنها اصبحت عقدة بالنسبة للبعض , و عند التطرق لهذا الموضوع تنقسمون على انفسكم , تحسون بالشك مما انتم عليه من هداية و كفاية بالقرآن الكريم, فريق منكم يرتد بشدة الى الدين الارضى و الروايات البشرية و يعترف بوجود وحى آخر(وحى خاص) الى الرسول محمد عليه السلام , و فريق آ خر يتطرف الى اقصى اليمين فيلتوى على آيات الله و يحملها ما لا تحتمل لاثبات وجهة نظره و يجعل الصلاة ثلاث او يجعل الصلاة مجرد دعاء فقط بدون هيئة او حركات تدل عليها.»
ويوجد ايضا اختلافات اخرى مثل بعض يقول أن الصلاة هي قراءة القران الكريم فقط أو ان الصلاة هي الإحسان في المعاملات بين الناس فقط او انها صلاتين وبدون تحديد عدد الركعات والقيام والركوع والسجود وبدون تشهد ،وأن لا وجود ليوم إسمه يوم الجُمعة ولا صلاة إسمه صلاة الجُمعة وبعض الاخر يثبت صلاة الجماعة وبعض الاخر ينكره بكليا ويعتبره صلوات فردية فقط وحتى الذين يتفقون ان عدد صلوات خمسة يختلفه اذا كان هناك صلاة غيرها حيث ان بعض ينكر وجود غيرها وبعض يقر بوجود غيرها كما ان بعض يعتبر ان الاذان هو فقط « الله أكبر الله أكبر اشهد ان لا إلله إلا الله ، حى على الصلاة حى على الفلاح» وبعض الاخر ينكر وجود الاذان بالكامل.

### موقف معظم القرآنيين من الصلاة ونقلها عبر التواتر
يرى معظم القرآنيين أن الصلاة لم تُؤخذ من الأحاديث النبوية المدونة، بل تم تناقلها عبر التواتر العملي منذ عهد النبي صلى الله عليه وسلم حتى يومنا هذا. فهم يؤمنون بأن العبادات الأساسية، مثل الصلاة، انتقلت من جيل إلى جيل عن طريق المشاهدة والممارسة، وليس من خلال نصوص الحديث.
بحسب هذا الفهم، لم يتعلم المسلمون كيفية الصلاة من قراءة حديث نبوي، بل تعلموها بمراقبة آبائهم وأجدادهم وهم يصلون، مما جعلها مستمرة بنفس الكيفية عبر العصور. لذلك، نجد أن العديد من القرآنيين يصلون خمس صلوات يومياً بنفس الطريقة التي يؤديها المسلمون من أهل السنة أو الشيعة، لأنهم يعتبرون أن هذا النقل العملي المستمر هو الحافظ الحقيقي لشعائر الإسلام
.

### الحرام والحلال
يرا معظمهم ان خمر حرام

### الجن والملائكة
يومن بعض منهم ان الجن هم ملائكة ومثل اعتقاد المسيحيين واليهود فان الشياطين هم ملائكة ساقطة بينما بعض وخاصة العرب منهم لا يعتبره الجن ملائكة وبعض منهم لا يومن بان جبريل وميكائل من ملائكة

## المفاهيم الخاطئة حول الحركة القرآنية
تعتبر الحركة القرآنية، التي غالبًا ما يتم فهمها بشكل خاطئ، محورًا للعديد من المفاهيم الخاطئة بشأن موقفها من السنة والأحاديث. تتمحور هذه المفاهيم الخاطئة بشكل رئيسي حول نقطتين:

### 1. المفهوم الخاطئ بأن الحركة القرآنية تنكر السنة النبوية بالكامل
من المفاهيم الخاطئة الشائعة أن أتباع الحركة القرآنية ينكرون السنة النبوية بشكل كامل. ومع ذلك، لا ترفض الحركة القرآنية السنة بشكل عام. بل يؤمن أتباع الحركة القرآنية بما يسمى *التواتر اليومي* للسنة، حيث تعتبر الممارسات مثل الصلاة والصيام قد تم نقلها عبر الأجيال من خلال الممارسة الجماعية المستمرة. يرون أن هذه الممارسات العملية هي التي تحفظ الشعائر الإسلامية.

### 2. المفهوم الخاطئ بأنهم يرفضون جميع الأحاديث النبوية
لا يرفض معظم القرآنيون الأحاديث النبوية جملة وتفصيلاً، بل يتخذون موقفًا محايدًا منها. وهم يعتقدون أنه يجب عرض الأحاديث على القرآن الكريم، فإذا وجدوا أن الحديث يتعارض مع نصوص القرآن، فإنهم يرفضونه. يؤمنون بأن القرآن هو النص المحفوظ من التحريف، بينما يمكن أن تتعرض الأحاديث للأخطاء في النقل أو التحريف.

## العلاقة بين السنة العملية والسنة القولية من منظور القرآنيين
يؤمن القرآنيون بأن السنة العملية وصلت إلى المسلمين عبر التواتر العملي، حيث انتقلت من جيل إلى جيل من خلال التطبيق الفعلي للشعائر والفرائض الدينية مثل الصلاة والصيام والحج، وهذه السنن يمكن إيجادها في القرآن بكثرة، إذ يعتقدون أن الله تعالى قد أمر بهذه العبادات وأوضحها في كتابه المحفوظ.
أما السنة القولية فهي ما يُعرف عند جمهور المسلمين بالأحاديث النبوية، ولكن القرآنيين يعتبرون هذه الروايات البشرية غير معصومة، ويرون أنها قد تعرضت للتحريف والدس عبر التاريخ الإسلامي، ولذلك لا يعتمدون عليها كمصدر تشريعي مستقل عن القرآن.
ويرى القرآنيون أن القرآن وحده هو المصدر الأساسي للتشريع، بينما تُعتبر السنة العملية امتدادًا لما هو منصوص عليه في القرآن الكريم، إذ يؤكدون أن الصلاة والصيام وأحكام الحج وغيرها من الفرائض قد تم تناقلها عبر الأجيال بشكل متواتر لا يحتاج إلى تدوين نصي خارج القرآن.
وهذا التفسير يتعارض مع رؤية أهل الحديث الذين يعتبرون السنة القولية (الأحاديث) مصدرًا ثانيًا للتشريع بعد القرآن، وهو ما يرفضه القرآنيون باعتبار أن الله تكفل بحفظ كتابه فقط دون سواه.

## المنظمات القرآنية

### أهل القرآن
أهل القرآن هي منظمة شكلها عبد الله شقرلاوي، الذي وصف القرآن الكريم بأنه «أحسن الحديث»، وهذا يعني الحديث الأكثر مثالية وبالتالي أستنتج أنه لا يحتاج إلى أي إضافة. تعتمد حركته بالكامل على فصول وآيات القرآن. كان موقف شقرلاوي هو أن القرآن نفسه كان المصدر الأكثر مثالية للتقاليد ويمكن متابعته بشكل حصري. وفقًا لشقرالوي، يمكن أن يتلقى محمد شكلاً من أشكال الوحي الديني، وهو القرآن. يجادل بأن القرآن كان السجل الوحيد للحكمة الإلهية، المصدر الوحيد لتعاليم محمد، وأنه حل محل كامل مجموعة الأحاديث، التي جاءت لاحقًا.

### إزجي أمل
هذه منظمة قرآنية في كازاخستان.

### الجمعية القرآنية الماليزية
تأسست الجمعية القرآنية الماليزية على يد قاسم أحمد.

### زومراتول جاميو مومن
زومراتول جاميو مومن هي حركة قرآنية في ولاية أوجون، نيجيريا. تعتبر المجموعة الأحاديث شركاً. تؤمن المجموعة بتفنيد عقيدة الحديث، ونقل رسالة القرآن وحدها لغير المسلمين ودعوتهم إليها، وبذل الجهود لدمج المتحولين الجدد في المجتمع الإسلامي، وتجنيد القوى العاملة وتوفير التدريب للعاملين في الدعوة.

## المنهج القرآني
بهذه الآية القرآنية التالية ينبني كل منهاج أهل القرآن حيث يقول الله:﴿إِنَّا نَحْنُ نَزَّلْنَا الذِّكْرَ وَإِنَّا لَهُ لَحَافِظُونَ ۝٩﴾. ؛ فمنهج القرآنيين يعتمد في تدبر القرآن على المنهج العقلي بفهم القرآن بالقرآن؛
ويرفضون كلمة تفسير القرآن حيث يعتقدون أن التفسير يكون للشيء الغامض أو المعقد بينما القرآن ميسر للفهم والتدبر كما هو مذكور في القرآن نفسه. كما يرفض القرآنيون روايات أسباب النزول أو التفسيرات المذكورة في كتب التراث، فهم يرون أن عامة المسلمين يقدسون تفسيرات التراث وروايات أسباب النزول حتى وإن تعارضت مع القرآن فيقدمون كلام البشر المشكوك بصحته وسنده على كلام الله المقطوع بصحته.
وحول فهم القرآن بالقرآن فيعمل القرآنيون على فهم مصطلحات القرآن في المواضع المختلفة منه لفهم وتدبر ما تشابه منه.
كما لا يعتمد القرآنيون بأقوال السلف أو إجماع العلماء أو القياس وغيرها من مصادر التشريع الإسلامي السنية أو الشيعية  أو غيرهما من الفرق التي يطلق عليها القرآنيون مسمى الأديان الأرضية، ومن هذا المنطلق فإنهم يخالفون الفكر الإسلامي السائد منذ عصر الإمام أبي حنيفة ومالك والشافعي وأحمد بن حنبل فيرى القرآنيون أنه فكر حرفي متطرف ومخالف للإسلام الصحيح.

## الأفكار والمعتقدات

### لا ناسخ ولا منسوخ في القرآن
في مخالفة للاعتقاد السائد، هم لا يعتقدون بنسخ الآيات المعروف عند بقية المسلمين وهو أن تلغي إحدى الآيات حكم مذكور في آية أخرى وفقا لما ذكر في القرآن: ﴿مَا نَنسَخْ مِنْ آيَةٍ أَوْ نُنسِهَا نَأْتِ بِخَيْرٍ مّنْهَا أَوْ مِثْلِهَا﴾ فمفهوم الآية المذكور هو المعجزة وفقا لفهم القرآنيين.
وحجة منصور في هذا وهي مقبولة لدى الكثيرين من علماء اللغة ورجال الفقه القرآني أن النسخ يعني التدوين والإثبات وليس الإلغاء. يرون أن هذه الآية تشير إلى نسخ الأحكام الخاصة بالأمم السابقة، أي أن الله قد غيّر أو أبطل بعض الأحكام التي كانت قد وردت في الكتب السابقة (التوراة والإنجيل) وأبدلها بأحكام أفضل أو مشابهة في القرآن.
على سبيل المثال، يعتبر القرآنيون أن عقوبة الرجم التي كانت موجودة في التوراة لمرتكب الزنا، قد تم نسخها في القرآن ليحل مكانها عقوبة الجلد 100 جلدة، كما هو مذكور في القرآن في سورة النور (24:2). هذا التفسير يتفق مع الفهم القرآني الذي يرى أن الآية المذكورة تتعلق بتعديل أو تغيير أحكام الشرائع السابقة، وليس نسخ أو تغيير الأحكام داخل القرآن.
يعتقد القرآنيون أن النسخ في هذه الآية يعني تغيير الأحكام التي كانت موجودة للأمم السابقة، وليس أن الله يغير رأيه في الأحكام داخل القرآن نفسه. لأنهم يرون أن القرآن هو الشريعة النهائية التي لا تتغير.

### الحديث ليس مصدرا للتشريع
القرآنيون لا يعترفون بوجود وحي ثان مع القرآن وكلام النبي خارج القرآن ليس وحيا من الله وبالتالي غير ملزم للمسلمين ولا يعترف القرآنيون من جهة أخرى بنسبة الأحاديث النبوية للرسول محمد ويقول القرآنيون في ذلك أن المنهجية التي اتبعت في تصحيح الأحاديث النبوية كانت تفتقر للموضوعية ومخالفة للمنهج العلمي السليم؛ لذلك خرج العديد من الأحاديث في الصحاح التي يختلف فيها المسلمون حتى اليوم، إضافة لقولهم أن من اعتمد تصحيح هذه الأحاديث النبوي هم مجرد أفراد وتصحيحهم قابل للصواب والخطأ، إضافة لاعتمادهم على نهي الرسول محمد عن تدوين السنة بأحاديث هي الآن في الصحاح، لهذا يستبعد القرآنيون السنة القولية أو بالأحاديث النبوية من مصادر التشريع الإسلامي فلا يجوز حسب قولهم بناء الشريعة على أسس مشكوك فيها.
وحول أصل الأحاديث النبوية يقول د.أحمد صبحي منصور أن الأمويين عملوا على ترسيخ حكمهم من خلال تلفيق أحاديث ترفع من شأن معاوية بن أبي سفيان جد الأمويين والتقليل من شأن معارضيهم مثل علي بن أبي طالب وذريته أو عبد الله بن الزبير وغيرهم حيث كان يرويها القصاصون في الشوارع والمساجد، كما قام بمثل ذلك العباسيون في تمجيد ابن عباس والتعظيم من شأنه. وعمل ملوك الدولتين من خلال الكهنوت الديني التابع لسلطتهم بخلق أحاديث ونسبتها للنبي تساعد على تثبيت حكمهم وأحاديث أخرى تسمح لهم بالتخلص من معارضيم مثل أحاديث قتل المرتد، كما كان لهذه الأحاديث الأثر في ظهور الجبرية في العصر الأموي التي اعتبرت كل شيء مقدرا على الإنسان ومن هذه المقادير وجود الحاكم في السلطة. ويرى د. منصور أن الهدف من وراء هذة الأحاديث إلهاء الناس بأمور فرعية عن المطالبة بحقوقهم وتقييد حرية الرأي. كما يعتقد القرآنيون أن بعض الأحاديث دستها بعض الجماعات الفارسية التي دفعتها نظرتهم الشعوبية ورغبتهم لإعادة السيطرة للقومية الفارسية.
يذكر أن القرآنيين يعتبرون أن سنة النبي التي ذكرت في القرآن هي عمل النبي محمد بما جاء في القرآن والتزامه بمبادئ الإسلام المتمثلة في الوحي الإلهي المنزل عليه وهو القرآن لا أكثر. بناء على ذلك على المسلمين التأسي بالرسول من خلال العمل بما جاء في القرآن وذلك هو فهمهم للآية: ﴿لَقَدْ كَانَ لَكُمْ فِي رَسُولِ اللَّهِ أُسْوَةٌ حَسَنَةٌ لِّمَن كَانَ يَرْجُو اللَّهَ وَالْيَوْمَ الْآخِرَ وَذَكَرَ اللَّهَ كَثِيراً﴾.

## انتقادات
وتعتقد بقية الفرق الإسلامية على اختلافها أن القرآنيين بهذا قد خالفوا القرآن نفسه  حيث جاء فيه أمر من الله للمسلمين فقال: ﴿مَا أَفَاءَ اللَّهُ عَلَى رَسُولِهِ مِنْ أَهْلِ الْقُرَى فَلِلَّهِ وَلِلرَّسُولِ وَلِذِي الْقُرْبَى وَالْيَتَامَى وَالْمَسَاكِينِ وَابْنِ السَّبِيلِ كَيْ لَا يَكُونَ دُولَةً بَيْنَ الْأَغْنِيَاءِ مِنْكُمْ وَمَا آتَاكُمُ الرَّسُولُ فَخُذُوهُ وَمَا نَهَاكُمْ عَنْهُ فَانْتَهُوا وَاتَّقُوا اللَّهَ إِنَّ اللَّهَ شَدِيدُ الْعِقَابِ ۝٧﴾. وترى الفرق الإسلامية إنه امر واضح من الله بطاعة النبي وقد تكرر قول الله في القرآن: ﴿وَأَطِيْعُوا الله وَأَطِيْعُوا الرَّسُوْل﴾، مرات عديدة في القرآن، فقرن الله طاعته، بطاعة النبي. حيث ذكر القرآن هذا أكثر من مرة ومنها:
- ﴿مَنْ يُطِعِ الرَّسُولَ فَقَدْ أَطَاعَ اللَّهَ وَمَنْ تَوَلَّى فَمَا أَرْسَلْنَاكَ عَلَيْهِمْ حَفِيظًا ۝٨٠﴾.[57]
- ﴿يَا أَيُّهَا الَّذِينَ آمَنُوا أَطِيعُوا اللَّهَ وَأَطِيعُوا الرَّسُولَ وَأُولِي الْأَمْرِ مِنْكُمْ فَإِنْ تَنَازَعْتُمْ فِي شَيْءٍ فَرُدُّوهُ إِلَى اللَّهِ وَالرَّسُولِ إِنْ كُنْتُمْ تُؤْمِنُونَ بِاللَّهِ وَالْيَوْمِ الْآخِرِ ذَلِكَ خَيْرٌ وَأَحْسَنُ تَأْوِيلًا ۝٥٩﴾.[58]
- ﴿قُلْ إِنْ كُنْتُمْ تُحِبُّونَ اللَّهَ فَاتَّبِعُونِي يُحْبِبْكُمُ اللَّهُ وَيَغْفِرْ لَكُمْ ذُنُوبَكُمْ وَاللَّهُ غَفُورٌ رَحِيمٌ ۝٣١﴾.[59]
- ﴿وَمَن يُطِعْ اللَّهَ وَرَسُولَهُ فَقَدْ فَازَ فَوْزاً عَظِيماً﴾.[60]

ويفسرون هذه الآيات على أن طاعة الرسول تتمثل في الالتزام بسنته الواردة في الأحاديث النبوية.
ويرد القرآنيون بأن هذه الآيات تشير إلى ما يبلغه الرسول ويأمر به مما يمكن استنباطه من الآيات القرآنية، وليس المقصود أن الرسول جاء بأحكام وتشريعات مختلفة عما جاء بها القرآن.
وخلاصة الانتقادات الموجهة لهم من بقية الفرق الإسلامية هي أن الله قد قرن في القرآن أوامر النبي بأوامره، كما في قوله تعالى: ويروى حديث عن النبي محمد: «تركت فيكم ما إن تمسكتم به فلن تضلوا بعدي أبدا، كتاب الله وسنتي». والحديث الذي رواه أحمد وأبو داود والحاكم بسند صحيح عن المقدام أن محمد قال: «يوشك أن يقعد الرجل متكئاً على أريكته يحدث بحديث من حديثي فيقول بيننا، وبينكم كتاب الله، فما وجدنا فيه من حلال استحللناه، وما وجدنا فيه من حرام حرمناه، ألا وإن ما حرم رسول الله مثل ما حرم الله».
وممن رد على القرآنيين من المتقدمين: ابن حزم الأندلسي، حيث قال: «ولو أن امرأ قال: لا نأخذ إلا ما وجدنا في القرآن، لكان كافرا بإجماع الأمة، ولكان لا يلزمه إلا ركعة ما بين دلوك الشمس إلى غسق الليل، وأخرى عند الفجر؛ لأن ذلك هو أقل ما يقع عليه اسم صلاة، ولا حد للأكثر في ذلك، وقائل هذا كافر مشرك حلال الدم والمال.»  وقال الإمام الشاطبي: «والرابع أن الاقتصار على الكتاب رأى قوم لا خلاق لهم خارجين عن السنة إذ عولوا على ما بنيت عليه من أن الكتاب فيه بيان كل شئ فاطرحوا أحكام السنة فأداهم ذلك إلى الانخلاع عن الجماعة وتأويل القرآن على غير ما أنزل الله».
وحديثا الدكتور محمود حمدي زقزوق وزير الأوقاف المصري السابق، الذي قال في مقال له:
إن السنة النبوية هي البيان النبوي للبلاغ القرآني، وهي التطبيق العملي للآيات القرآنية، التي أشارت إلى فرائض وعبادات وتكاليف وشعائر ومناسك ومعاملات الإسلام. فالتطبيقات النبوية للقرآن - التي هي السنة العملية والبيان القولي الشارح والمفسر والمفصّل - هي ضرورة قرآنية، وليست تزيّدًا على القرآن الكريم. وتأسيًا بالرسول، وقيامًا بفريضة طاعته - التي نص عليها القرآن الكريم.

والعلاقة الطبيعية بين البلاغ الإلهي - القرآن - وبين التطبيق النبوي لهذا البلاغ الإلهي - السنة النبوية - فهى أشبه ما تكون بالعلاقة بين الدستور وبين القانون. فالدستور هو مصدر ومرجع القانون. والقانون هو تفصيل وتطبيق الدستور، ولا حجة ولا دستورية لقانون يخالف أو يناقض الدستور. ولا غناء ولا اكتفاء بالدستور عن القانون.
وقال المفكر النمساوي محمد أسد: «إن العمل بسنة رسول الله هو عمل على حفظ كيان الإسلام، وعلى تقدمه، وإن ترك السنّة هو انحلال الإسلام... لقد كانت السنّة الهيكل الحديدي الذي قام عليه صرح الإسلام، وإنك إذا أزلت هيكل بناء ما أفيدهشك بعدئذ أن يتقوض ذلك البناء كأنه بيت من ورق؟»
| قرآنيون | أما هؤلاء المتأخرون فجاءوا بداهية كبرى ومنكر عظيم وبلاء كبير ، ومصيبة عظمى حيث قالوا : إن السنة برمتها لا يحتج بها بالكلية لا من هنا ولا من هنا ، وطعنوا فيها وفي رواتها وفي كتبها ، وساروا على هذا النهج الوخيم وأعلنه كثيرا العقيد القذافي الرئيس الليبي المعروف فضل وأضل ، وهكذا جماعة في مصر ، وغير مصر قالوا هذه المقالة فضلوا وأضلوا وسموا أنفسهم بالقرآنيين ، وقد كذبوا وجهلوا ما قام به علماء السنة لأنهم لو عملوا بالقرآن لعظموا السنة وأخذوا بها ، ولكنهم جهلوا ما دل عليه كتاب الله وسنة رسوله ﷺ فضلوا وأضلوا. | قرآنيون |

## وصلات خارجية
- التيار القرآني
- موقع أهل القرآن التابع لأحمد صبحي منصور